# 兴义市
兴义市是贵州省黔西南布依族苗族自治州州府所在地。位于贵州西南部，兴义古称“黄草坝”，历来是西南地区一个重要商贸中心，素有“黔桂锁钥”之称。南盘江横贯市境，境内地势西北高、东南低，山峦起伏、河流纵横，喀斯特地貌发育十分良好。属中亚热带湿润气候，年均气温16.1℃，1月份平均气温4.5℃，7月份平均气26.8℃，年均降水量1531.6mm，冬无严寒、夏无酷署，终年温暖湿润，无霜期达300天左右。2013年，全市面积2915平方公里，市区面积45平方公里。全市人口83万，主要为汉、布依、苗、彝、回等民族，少数民族人口占总人口的19%。

## 行政区沿革
战国时期，兴义属夜郎国。秦代设吏属象郡。西汉元鼎（公元前116-111年）年间司牂牁郡。蜀汉建兴三年（225年），始设汉兴县于今市境。唐太宗贞观六年（632年），设附唐县于市境，为盘州治，系戎州都督府所辖之羁縻州。元朝至元十三年（1276年）属云南行省普安路总管府。明代改隶四川布政司。永乐十一年始隶贵州。嘉庆二年（1797年），改南笼府为兴义府，统辖盘江八属。嘉庆三年（1798年）置兴义县，改隶兴义府。直至宣统三年（1911年）末变更，府址设在今安龙县城。
中華民國北京政府時属贵西道。1917年兴义县为郎岱审检厅兼管。1949年12月中國人民解放軍攻尅兴义。
1952年12月，设兴义专区（兴仁专区改兴义专区，兴义县隶兴义专区）。1970年，兴义专区改称兴义地区。1981年9月21日，撤销兴义地区。1987年11月6日，经国务院批准，兴义撤县建市。1988年3月1日正式建市。

## 重大事件
1999年马岭河缆车坠毁特大事故，14死22傷。

## 历史

### 远古
三叠纪时期（2亿年前），兴义就有最古老的海面滑翔脊椎动物“兴义飞鱼”和爬行动物“贵州龙”等存在。
旧石器时代的猫猫洞遗址就有古人类“兴义人”繁衍生息。

### 古代
战国时期，兴义属夜郎国。秦代设吏属象郡。西汉元鼎（公元前116-111年）年间司牂牁郡。
蜀汉建兴三年（225年），诸葛亮南征，南部将李恢率军“追奔逐北，南至盘江”，以功封汉兴亭侯，始设汉兴县于今市境。
唐太宗贞观六年（632年），设附唐县于市境，为盘州治，系戎州都督府所辖之羁縻州。元朝至元十三年（1276年）属云南行省普安路总管府。
明代改隶四川布政司。永乐十一年始隶贵州。嘉庆二年（1797年），改南笼府为兴义府，统辖盘江八属。
嘉庆三年（1798年），设兴义县，直属兴义府、添巡检分治捧乍。清宣统三年（1911年），辖贞丰州（今贞丰县及望谟县部分）、册亨州（今册亨县）、普安县（今普安）、新城县（今兴仁）、安南县（今晴隆）、兴义县（今兴义）。

### 近代
民国二年（1913年），兴义县为大县，属贵西道。六年（1917年），兴义县为郎岱审检厅兼管。是年，贵西道署由安顺迁毕节，兴义县仍属贵西道。十二年（1923年）撤贵西道，兴义县直属省公署。二十一年（1932年）3月，兴义县划分为7区，7乡、6镇。二十四年（1935年）12月裁撤捧乍分县并入兴义县。二十五年（1936年）3月，全县改划为9区，56联保、266保、2634甲。三十四年（1945年）裁撤区署，各乡镇直属县政府，全县划为2镇、28乡、251保、1988甲。

### 现代
1949年12月，兴义解放。1950年，将国民党时期所设保甲改为行政村组，全县设7个区，30乡镇、250村。
1952年12月，根据中央人民政府批复，设立兴义专区，专署驻兴义县城，下辖兴义、盘县、普安、兴仁、关岭、贞丰、安龙、册亨、望谟、晴隆10个县。
1956年，将盘县所属阿衣乡大部分划归兴义县，原属安顺专区的郎岱县划归兴义专区。同年7月，撤销兴义专区，兴义县隶属安顺专区。
1965年，经中央人民政府批准，恢复兴义专区，专署驻兴义县，将安顺专区所属兴义县、兴仁县、盘县、普安、晴隆5县和黔南布依族苗族自治州的望谟、册亨、安龙、贞丰4县划入兴义专区。
1965年11月，设盘县特区，兴义专区辖8县、1特区。
1970年，兴义专区改称兴义地区。
1982年5月1日，成立黔西南布依族苗族自治州，以原兴义地区的行政区域为黔西南布依族苗族自治州的行政区域，自治州人民政府驻兴义县。
1987年11月6日，经国务院批准，兴义撤县建市。
1988年3月1日，兴义市正式成立。
2015年，贵州省政府印发通知，兴义市被列入全省重点建设的10个现代服务业发展示范区之一。
2016年，兴义市被列入国家首批全域旅游示范区，优先纳入中央和地方预算内投资支持对象，优先支持旅游基础设施建设。
2016年12月，被国家发改委列为第三批国家新型城镇化综合试点地区。

## 地理
- 兴义市位于贵州省西南部，地处黔滇桂三省（区）结合部。东与安龙县接壤，南与广西壮族自治区的西林县、隆林县两县隔江相望，西与云南省罗平县、富源县两县毗邻，北与兴仁县，普安县和盘县连接，为三省毗邻地区的商业集散地和通衢要塞。兴义市地处东经104°51′至104°55′，北纬24°38′至25°23′之间，区位优越，辐射面广，国土面积2915平方公里，属于低纬度高海拔地带，具有亚热带季风气候特征。夏无酷暑，冬无严寒，雨量充沛，日照长。

## 经济
- 2011年，生产总值预计完成171亿元，财政总收入预计突破25亿元，全社会消费品零售总额预计完成73亿元，农民人均纯收入预计达到5290元，城镇居民人均可支配收入预计达到16600元，综合经济实力位居贵州省第8位。并被列为全国西部百强县（市）第46位，进入中国西部50强。
- 酿酒、水泥、电力、煤炭、黄金、硅铁及以粮油、制糖、饮料为兴义的支柱产业。

## 行政区划
兴义市下辖12个街道办事处、17个镇、3个乡：
黄草街道、兴泰街道、桔山街道、丰都街道、坪东街道、木贾街道、下五屯街道、万峰林街道、洒金街道、马岭街道、顶效街道、木陇街道、敬南镇、泥凼镇、南盘江镇、捧鲊镇、鲁布格镇、三江口镇、乌沙镇、白碗窑镇、威舍镇、清水河镇、郑屯镇、万屯镇、鲁屯镇、仓更镇、七舍镇、则戎镇、猪场坪镇、沧江乡、洛万乡和雄武乡。

## 交通
- 公路
  -  246国道、 324国道横穿市区， 汕昆高速公路贵州段已通车、毕（节）水（城）兴（义）高速、兴（义）晴（隆沙子岭）高速正在建设中。 354国道终点。
  - 镇兴公路
- 航空
  - 兴义机场于2003年投入使用，现在已经开通至贵阳、昆明、广州航班。
- 铁路
  - 南昆铁路: 1997年12月开通运营。横穿市境，境内有兴义站、清水河东站、清水河西站、威舍站、岔江站等站，其中威舍车站为区段站，为西南铁路六大枢纽之一。
  - 盤興铁路: 於2018年12月正式動工，由沪昆高铁盘州站引出，直達新建的兴义南站，預計於2025年全線通車，屆時來往興義至貴陽車程約兩小時。[5]

## 旅游
兴义境内现有国家级风景区3个，省级风景区5个，各种人文景观120余处，且景点集中，各具特色。
国家AAAA级风景区万峰林，“龙古、山奇、水秀、石美、缝绝”，素有“上帝设置的人间花园”之称。
贵州龙化石群历史古远，形态各异被誉为举世珍宝；
马岭河峡谷，谷深流急，壁画超然，银瀑飞泻，无愧为天沟地缝；
万峰林，峰形奇异，气势宏大，大自然的杰作。
省级风景区的泥凼石林，千姿百态，状如迷宫，素称“亿年石头城”。
鲁布格深谷湖，藤树掩映，曲径通幽。
刘氏庄园位于城南的下五屯街道办事处，是中国占地面积最大的“屯堡”式地主、军阀建筑群。由中西合璧的大小13座四合院组成，南北长360米、东西宽130米，占地70亩，为民国初年在贵州政坛显赫一时的督军、省长刘显世和游击队军司令、滇黔边务督办刘显潜的故居。
- 马岭河峡谷为国家重点风景名胜区。
- 万峰林
- 万峰湖

## 特产
兴义铒块粑：中国地理标志产品。布依族特色食品。

## 知名人士
- 何应钦
- 王伯群
- 王电轮
- 刘显世